# Ophiacantha decaactis
Ophiacantha decaactis är en ormstjärneart som beskrevs av Georgii Mikhailovich Belyaev och Litvinova 1976. Ophiacantha decaactis ingår i släktet Ophiacantha och familjen knotterormstjärnor. Inga underarter finns listade i Catalogue of Life.